# Fagocyt

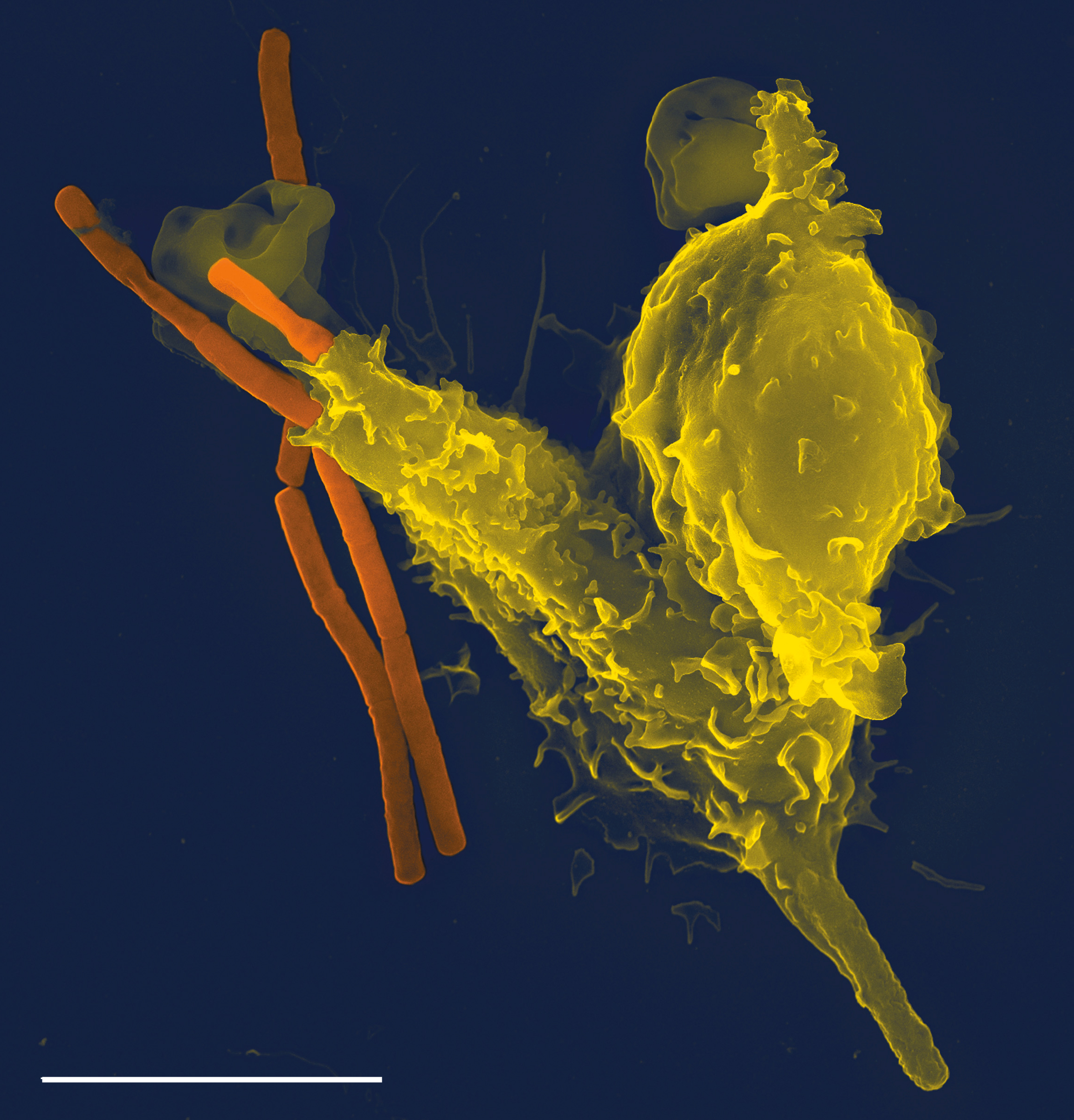
Elektronenmiscroscopische opname van fagocytose tussen een fagocyt (geel) en miltvuurbacteriën (oranje)

Een fagocyt is een type witte bloedcel die schadelijke deeltjes, bacteriën en dode of stervende cellen opruimt door middel van fagocytose (omsluiting). Fagocyten vernietigen ziekteverwekkers en vormen een essentieel onderdeel van het aangeboren immuunsysteem. De naam fagocyt komt van het Griekse phagein, wat 'verslinden' of 'eten' betekent. Fagocyten zijn goed ontwikkeld bij gewervelde dieren. Een liter menselijk bloed bevat ongeveer zes miljard fagocyten.
Tot de professionele fagocyten behoren vele soorten witte bloedcellen, zoals neutrofielen, monocyten, macrofagen, mestcellen en dendritische cellen. Deze immuuncellen hebben gespecialiseerde receptoren op hun membraan die lichaamsvreemde deeltjes detecteren. Fagocyten zijn cruciaal voor de bestrijding van infecties en voor de instandhouding van gezonde weefsels door dode en stervende cellen te verwijderen.
Fagocyten migreren met behulp van chemische signalen naar de plaats waar een lichaamsvreemd organisme het lichaam is binnengedrongen. Wanneer een fagocyt in contact komt met een bacterie, zal de fagocyt zich via zijn receptoren vasthechten en de bacterie verzwelgen. De meeste fagocyten doden de ingenomen pathogeen door middel van reactieve zuurstofverbindingen. Nadat de pathogeen inwendig is vernietigd, zal de fagocyt kleine fragmentjes (peptiden) van de pathogeen presenteren op zijn membraan: antigeenpresentatie. Het lichaamsvreemde materiaal wordt op deze manier aangeboden aan andere cellen van het immuunsysteem, zoals lymfocyten. Die kunnen vervolgens specifiek tegen de ziekteverwekker in actie komen.

## Fagocytose
Fagocytose is het proces waarbij kleine deeltjes zoals bacteriën, parasieten, dode of stervende cellen en ander lichaamsvreemd materiaal door een cel, een fagocyt, wordt opgenomen. Fagocytose wordt aangestuurd door een aaneenschakeling van intracellulaire processen. Nadat een lichaamsvreemd deeltje, bijvoorbeeld een bacteriële cel, zich heeft gebonden aan de receptoren van een fagocyt, strekt deze zich uit rond de bacterie (actinepolymerisatie). De bacterie wordt vervolgens verzwolgen.
Binnen de fagocyt zit de bacterie gevangen in een compartiment, het zogenaamde fagosoom. Het fagosoom versmelt met een lysosoom of een andere granule. De bacterie wordt vervolgens blootgesteld aan een reeks dodingsmechanismen, waaronder de productie van reactieve zuurstofverbindingen (ROS), en wordt binnen enkele minuten afgebroken. Bij neutrofielen duurt het gehele fagocytoseproces gemiddeld negen minuten. Macrofagen en dendritische cellen zijn minder snel, maar nemen dan ook veel grotere hoeveelheden materiaal op.

## Professionele fagocyten

### Neutrofielen

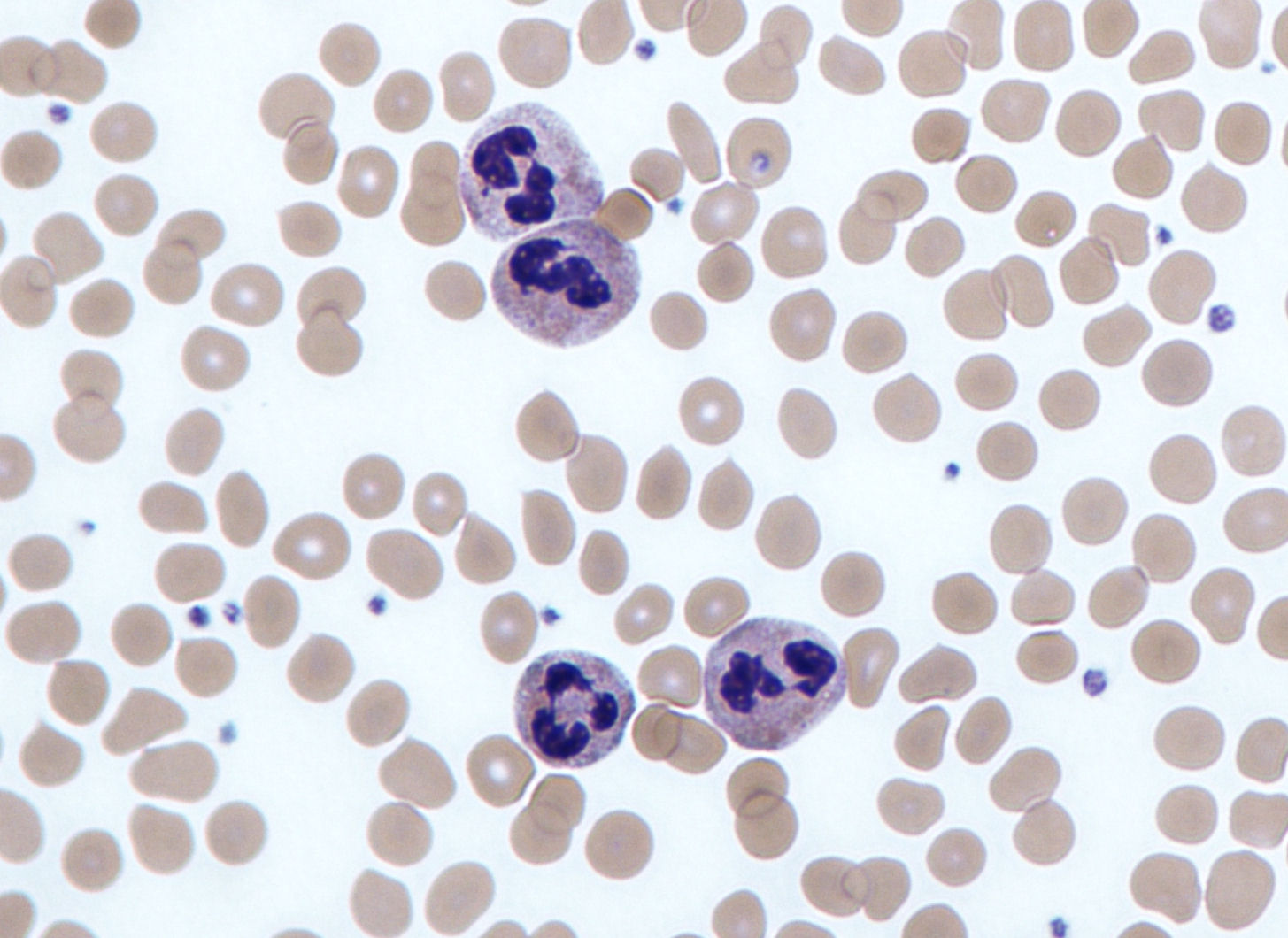
Neutrofielen met gesegmenteerde kernen, omgeven door rode bloedcellen. De granulen in het cytoplasma zijn gekleurd (Giemsa-kleuring).

Neutrofiele granulocyten worden normaal gevonden in de bloedbaan en zijn de meest voorkomende vorm van fagocyten, die samen 50 tot 60% van de totale circulerende witte bloedcellen vormen. Een liter menselijk bloed bevat ongeveer 5 miljard neutrofielen. Ze hebben een diameter van 10 micrometer en leven ongeveer vijf dagen. Wanneer ze de juiste signalen hebben ontvangen, duurt het ongeveer dertig minuten om het bloed te verlaten en de plaats van infectie te bereiken. Neutrofielen gaan daarna niet meer terug naar het bloed, maar veranderen in pus.

### Monocyten
Monocyten ontwikkelen in het beenmerg en bereiken volwassenheid in het bloed. Rijpe monocyten hebben grote, gladde, gelobde kernen en hebben overvloedig cytoplasma dat granulaat bevat. Monocyten vormen twee groepen: een circulerende groep en een marginale groep die nog in andere weefsels verblijft. De meeste monocyten verlaten de bloedstroom na 20 tot 40 uur reizen naar weefsels en organen. Er zijn ongeveer 500 miljoen monocyten in een liter menselijk bloed.

### Macrofagen

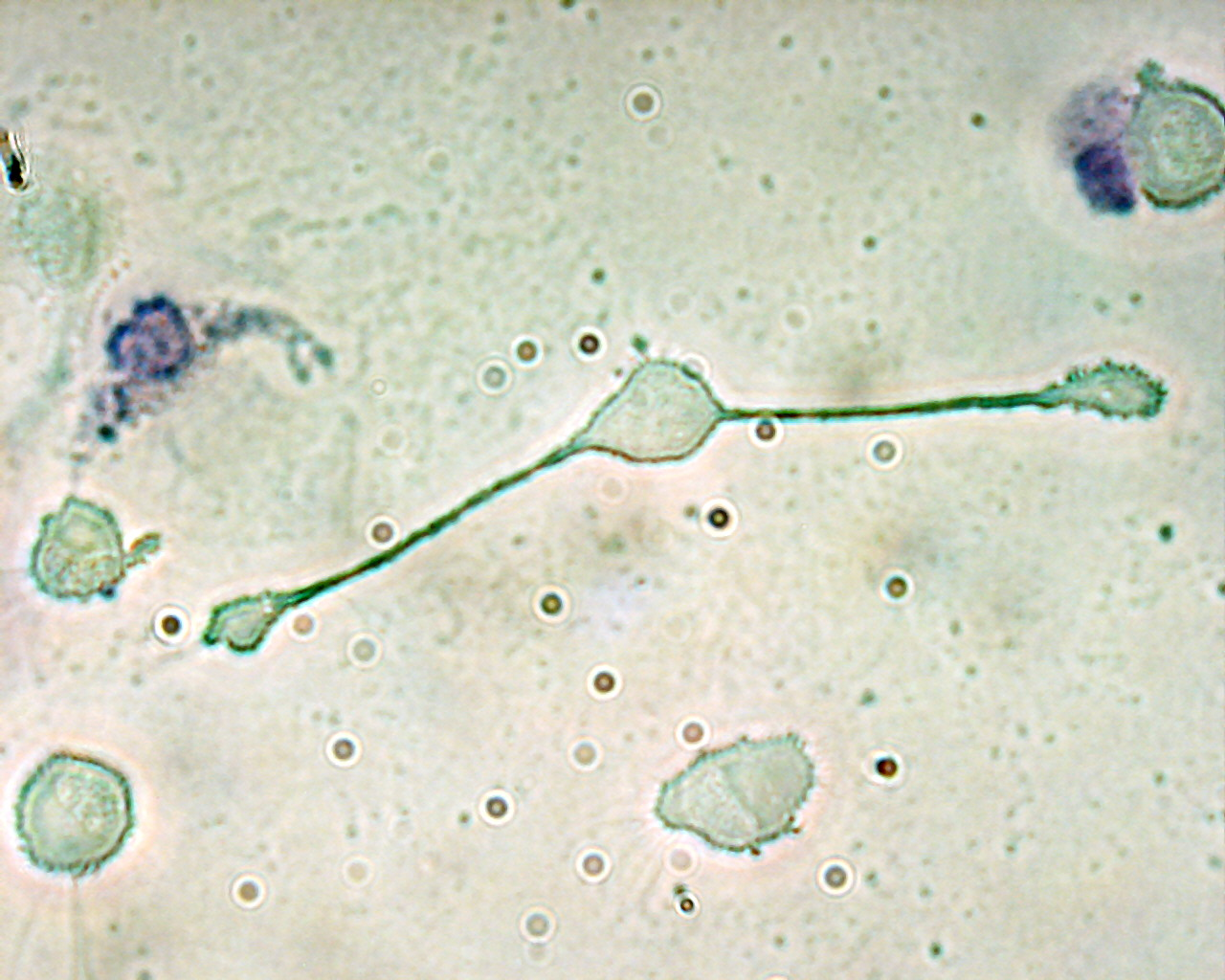
Macrofagen zijn migrerende cellen die met hun lange uitlopers hun omgeving aftasten op lichaamsvreemde deeltjes

Oudere macrofagen hoeven niet ver te reizen, maar houden de wacht over de gebieden van het lichaam die aan de buitenwereld zijn blootgesteld. Ze gedragen zich als opruimers, antigeen presenterende cellen of hevige killers naargelang van de signalen die ze ontvangen. Ze zijn afgeleid van monocyten, granulocyten stamcellen of de celdeling van bestaande macrofagen. Menselijke macrofagen hebben een diameter van ongeveer 21 micrometer.
Macrofagen vind je in het hele lichaam in bijna alle weefsels en organen waar ze liggen te wachten. De locatie van de macrofaag bepaalt de grootte en het uiterlijk ervan. Macrofagen vind je alleen in de weefsels, zelden in de bloedsomloop. De levensduur van weefselmacrofagen varieert van vier tot vijftien dagen.

### Dendritische cellen

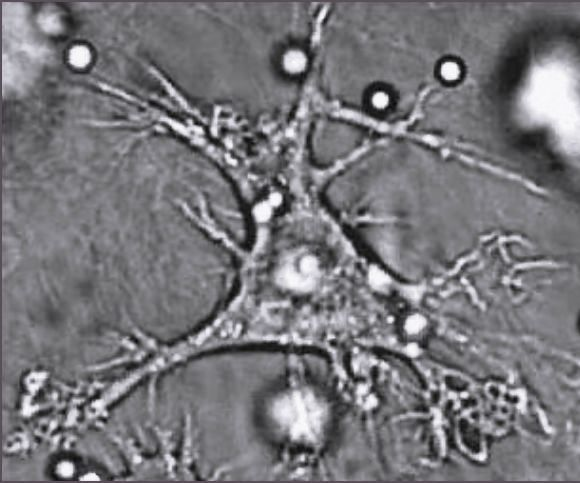
Een dendritische cel met de vele armen (dendrieten) zichtbaar

Dendritische cellen zijn gespecialiseerd antigen-presenterende cellen die lange uitgroeisels hebben, dendrieten. Zij dragen bij aan het overspoelen van indringers. Dendritische cellen zijn aanwezig in weefsels die in contact komen met de externe omgeving, zoals de huid, binnenkant neus, longen, maag en darmen. Wanneer ze geactiveerd en volwassen zijn, migreren ze naar de lymfoïde weefsels waar ze omgaan met T-cellen en B-cellen.

### Mestcellen
Mestcellen kunnen gram-negatieve bacteriën consumeren en doden, en verwerken hun antigenen. Ze zijn gespecialiseerd in de verwerking van de fimbria eiwitten op het oppervlak van de bacteriën, die betrokken zijn bij adhesie aan weefsels. Naast deze functies, produceren mestcellen cytokines, wat ontstekingsreacties veroorzaakt. Dit is een essentieel onderdeel van de vernietiging van micro-organismen.

## Evolutionaire oorsprong
Fagocytose is een wijdverspreid cellulair proces en ontstond waarschijnlijk vroeg in de evolutie van de eukaryoten. Amoeben zijn eencellige protisten die aan de basis staan van de fylogenie van de metazoa (dieren). Amoeben hebben veel functies met zoogdierlijke fagocyten gemeenschappelijk. Dictyostelium discoideum is bijvoorbeeld een amoebe die in de bodem leeft en zich voedt met bacteriën. Net als bij de fagocyten van dieren neemt deze amoebe bacteriën op middels fagocytose, voornamelijk op basis van Toll-like receptoren. Vermoedelijk hebben dergelijke amoeben gedurende de evolutie afweermechanismen ontwikkeld die geconserveerd zijn gebleven tijdens de diversificatie van het dierenrijk.